# اوکتاویا نواواکا
اوکتاویا نواواکا (انگلیسی: Oktawia Nowacka؛ زادهٔ ۲ ژانویهٔ ۱۹۹۱) ورزشکار پنج‌گانه مدرن اهل لهستان است.
وی در مسابقات کشوری و بین‌المللی در مجموع برندهٔ ۲ مدال طلا، ۱ مدال نقره، ۳ مدال برنز شده‌است.